# I.J. de Kramer

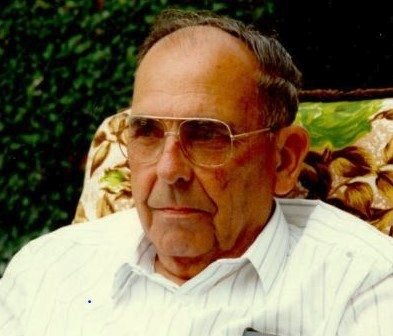
Foto uit 1993

Izaak Johannes de Kramer (Retranchement, 17 april 1919 – Leidschendam, 13 juli 1994) was een Nederlandse molinoloog (molendeskundige), van 1954 tot 1982 in dienst van de Provinciale Waterstaat van de provincie Zuid-Holland, uiteindelijk als hoofd van het Bureau Molens en Monumenten. Bij zijn afscheid werd hij benoemd tot ridder in de Orde van Oranje-Nassau. Hij huwde in 1949 met W.M.C. van Luijk (1921-2011).  

## Biografie
Na een opleiding tot bouwkundige was hij na de Tweede Wereldoorlog aangesteld als opzichter bij het Streekbureau West-Zeeuws-Vlaanderen voor de wederopbouw van de regio. Naast die werkzaamheden was hij actief met zijn hobby, de molens. Hij leerde het vak van molenaar op de molen in Sint Anna ter Muiden en was betrokken bij het herstel van diverse molens in West-Zeeuws-Vlaanderen. Hij maakte een ontwerp voor de reconstructie van het oliewerk voor de Nieuwe Papegaai in Brugge.
Later begeleidde hij het herstel van verschillende molens als adviseur van de Vereniging De Hollandsche Molen. Dat vertaalde zich in 1948 tot de benoeming tot algemeen bestuurslid van die vereniging, waar hij onder andere het foto-archief van het zuidelijk deel van Nederland beheerde. Tot 1993 zou hij bestuurslid blijven. Het molenbehoud in Zuid-Holland nam onder zijn leiding een grote vlucht. Veel van de Zuid-Hollandse molens, zoals de reddingsactie van de molens van Kinderdijk, zijn dan ook gerestaureerd tijdens zijn werkzame leven voor de provincie. Voor de herbouw van snuifmolen De Ster in Rotterdam werd beroep gedaan op zijn deskundigheid. De ervaring met het maken van een achtkant had hij opgedaan bij de restauratie van de kerktoren van de Grote Kerk te Groede. Na het neerleggen van zijn ambtelijke loopbaan begeleidde De Kramer de wederopbouw van de standerdmolen 't Vliegend Hert in Brielle en zaagmolen De Salamander in zijn woonplaats Leidschendam.  
De Kramer gaf sturing aan de restauratie van vele molens en werd in de molenwereld een begrip: hij werd er aangeduid met zijn initialen "I.J.". 
Zijn gezichtsvermogen werd vanaf 1984 ernstig aangetast, wat hem spoedig het technisch tekenwerk onmogelijk maakte, en hem ook verhinderde om zijn kennis te publiceren.

## I.J. de Kramer-prijs
De vereniging van molenkenners en -liefhebbers The International Molinological Society (TIMS),  afdeling Nederland en Vlaanderen looft tweejaarlijks de 'I.J. de Kramer-prijs' uit, voor een gedegen en vernieuwende molinologische studie of incidenteel voor een oeuvre.